# Dickens (Iowa)
Dickens es una ciudad situada en el condado de Clay, en el estado de Iowa, Estados Unidos. Según el censo de 2010 tenía una población de 185 habitantes.

## Geografía
Según la Oficina del Censo de los Estados Unidos, la localidad tiene un área total de 2,19 km², la totalidad de los cuales 2,19 km² corresponden a tierra firme.

## Demografía
Según el censo de 2010, había 185 personas residiendo en la localidad. La densidad de población era de 84,47 hab./km². Había 76 viviendas con una densidad media de 34,7 viviendas/km². El 98,38% de los habitantes eran blancos, el 0,54% asiáticos, el 1,08% de otras razas. El 1,08% de la población eran hispanos o latinos de cualquier raza.